# Kančí propast
Kančí propast nebo také Diviačia propast (slovensky Diviačia priepasť) patří mezi nejhlubší propasti na Slovensku. Nachází se ve východní části Plešivecke planiny v Slovenském krasu, v katastrálním území obce Plešivec. Je hluboká 123 metrů. Název dostala podle nálezu 3000 let staré zasintrované kostry divočáka (Sus scrofa). Od roku 1986 je národní přírodní památkou a je součástí NP Slovenský kras. Patří mezi jeskyně Slovenského krasu, které byly zapsány do seznamu Světového dědictví UNESCO pod společným názvem Jeskyně Aggteleckého krasu a Slovenského krasu. Veřejnosti není přístupná.
Byla vytvořena tektonickými poruchami ve vápencích silického příkrovu. Je tvořena soustavu komínových a devíti dómovitých prostorů. Má bohatou a rozmanitou sintrovanou výzdobu a viditelný vývojový sled. Patří mezi nejkrásnější a nejpozoruhodnější propasti. Na dně propasti na nacházejí podzemní jezírka. Jeskyně je významné zimoviště netopýrů, proto se v propasti nacházejí silné vrstvy guána. V roce 1966 byl v propasti objeven štírek Neobisium (Blothrus) slovacum, který je jediným jeskynním štírkem na území Západních Karpat.

## Chráněné území
Diviačia priepasť je národní přírodní památka ve správě příspěvkové organizace Správa slovenských jeskyní. Nachází se v katastrálním území obce Plešivec v okrese Rožňava v Košickém kraji. Území bylo vyhlášeno v roce 1986 a novelizováno v roce 1996. Ochranné pásmo nebylo stanoveno.